# 機動兵器 (GUNDAM)
機動兵器是GUNDAM世界觀當中的武器系統總稱。

## 機動兵器的種類
- 現實常見的坦克、戰機
- 宇宙戰機
- Mobile Pod
- Mobile Suit，简称MS，機動戰士
- Mobile Armor or Mobile Armour，简称MA，機動堡壘
- Mobile Doll，简称MD，機動傀儡，無人駕駛的機動兵器（AC纪元）
- Mobile Worker，简称MW 機動工兵作為戰場上工作用的載具，不過多數被稱為作業用MS
- Mobile Fighter，简称MF，机动斗士  各殖民星國家派出打擂台戰的機動兵器（FC纪元）
- Mobile Bit，简称MB，無人駕駛的遙控機動兵器（AW纪元）

## 坦克

### 61式戰車
61式為地球聯邦軍0061年制式化兵器，在RGM-79吉姆量產前作為地球聯邦軍地面部隊主力戰車，在吉姆投入戰場後則變成如RB-79鋼球一樣的MS支援武器。在MS igloo2重力戰線第二話中M61A5戰車火力並不足以對抗薩克但是在材質輕量化與便宜的關係使得地球聯邦軍以大量生產的方式，靠數量壓制吉翁軍。
M61A5 MBT, Type-61 5+
全長11.6米, 車身長9.2米, 全高3.9米, 全濶4.9米
成員2人
武裝
155公厘二連裝砲
13.2公厘M60 HMG機槍(車長艙蓋)
7.62公厘機槍X2(主炮同軸)
煙霧發射器8枚
分隊支援機槍M-299

### 馬傑拉主力戰車
一年戰爭初期吉翁軍發動"第一次降下作戰"時為了填補薩克缺額的輔助武器，同時砲塔具有飛行能力，車身也有30公厘格林機砲，然而馬傑拉戰車有兩個致命的缺點，在戰車狀態時砲塔無法像61式戰車一樣迴旋(事實上如同突擊砲一樣)。馬傑拉戰車另一致命缺點在於上部分離後，下部的火力不足，做成上部歸航前就被擊破，使得上部也因為用完推進劑而墜落。
HT-01B
高6公尺
最大戰速 陸上90公里 空中不詳
最大航程 陸上200公里 空中不詳
最大空中續戰時間 5分鐘
成員1人
武裝
175公厘無後座力炮
30公厘三連裝格林機炮一門
煙霧發射器6枚

## Mobile Pod
Mobile Pod是UC時間線中，MS出現之前以及剛出現時的宇宙戰兵器，主要為宇宙戰機。在MS出現以後，因為宇宙戰機在運動性上不能追上MS，所以漸漸被淘汰。在一年戰爭中，最出名的Mobile Pod是RB-79 Ball。是因為即使在聯邦軍的強大生產力下，開戰後才完成開發及生產的MS數量上追不上ZEON方。所以就以兩部RB-79配合三部RGM-79來作戰。
因為需要趕及大戰，所以RB-79實際上是以民間的工程小艇SP-W03改裝的計劃:RX-76再改良而成。一年戰爭中，聯邦軍大約徵集了1200個SP-W03來改裝成各型RB-79。SP-W03因為是民間工程小艇，因此防禦能力並不是很好。在改裝成為RB-79時，最大限的加裝了裝甲，以增加駕駛員的生存率。RB-79是以聯邦V作戰中，缺失的RX-76為原型機。
就運動性能不能追上MS的一說，其實主要是因為宇宙戰機如果需要改變面向方向，就必需要使用姿態制禦噴嘴以及推進劑，而MS卻能夠以AMBAC系統來作出轉身，在同時利用兩者的情況下，MS自然有更高的轉身速度。而轉身之後，因為能利用主推進器來改變移動方向，所以轉身越快，自然就越快能改變移動方向。
不過實際上，RB-79是一個非常成功的設計，此機體的帳面加速度遠超Zeon方的MS及MA，而且在價錢上面更是非常便宜，有著很好的資源效益。再加上Zeon方對RB-79非常輕敵，因此在第一場對此機體的作戰勝出之後，在往後的作戰中，往往被這種機體的干擾下被扭轉局勢。

## 機動戰士 Mobile Suit
機動戰士 Mobile suit（簡稱為MS）為Gundam世界的基本機械科技，是平均約為人類的10倍大小，有人操作的人型機動兵器。詳細的說明請參考機動戰士條目。
MS的名稱為「宇宙汎用戰術機械」Mobile Space Utility Instrumental Tactical的意思。雖然此一用法現在為官方所承認及使用，最初是由半官方半同人的書籍Gundam Century反拆出來的全寫。宇宙世紀中的MS雖然主要在地面與宇宙空間中運用，但也有加以修改以適應海洋與沙漠等特殊地形的機體，或者可在上述全部環境中操作的機體。
MS的行動目的大多為與敵方勢力進行戰鬥，因此會攜帶許多不同種類的武器。另外，為了迴避MS長途移動的推進劑或燃料之儲存限制，以及補給能源或彈藥，必須要有母艦或基地等整備設施存在。

## 機動裝甲/機動堡壘 Mobile Armour
機動裝甲 Mobile Armour並不是一種特化的機動戰士。機動裝甲的概念出現在宇宙世紀UC的時間線上面，同時也有在其他Gundam世界中出現。
其詳細介紹請參見機動堡壘條目。
在宇宙世紀(UC紀元)作品中，MA之全稱為Mobile All Range Maneuverability Offence Utility Reinforcement，亦即機動全領域汎用支援武器。在初代GUNDAM播出時並未有此說法，而首見於在半官方的同人解說書"Gundam Century"中出現。（1981年日本動畫雜誌OUT增刊本，於2000年再版）。現在則收錄於各大官方設定書中。
作為作戰定位上，機動裝甲本身較像第二次世界大戰中的驅逐戰車。裝備大口徑的主炮，去除旋轉炮塔；在增強火力的同時亦減省了成本，以此來專門對抗敵軍較新型的坦克。機動裝甲則主要是為對抗敵人新型的機動戰士而設計。
被分類為MA的兵器通常有以下的共通特徵（也存在有例外）
- 不是人型（正確的來說是不限定於人型）。依照運用場合，可能也沒有手臂等可動的肢體。
- 擁有高出力發電機，裝備有大火力的兵器，裝甲較當代MS平均為厚，也可能搭載I力場產生裝置等額外防禦手段。
- 裝備有高出力噴射器，可提供極高的加速度，通常也可進行較長距離的巡航，但為此犧牲了迴旋能力。或
- 裝備有極多姿態制御噴嘴，可提供高迴轉性能，但是減少了集中一方的噴射力，因此犧牲了加速度。
- 對於可變形的機種而言，長距離移動時通常以MA型態進行。

而在宇宙紀元(CE紀元, 機動戰士GUNDAM SEED)當中的MA則定義為所有非人形的機動兵器，比較接近於宇宙戰機的延伸，戰力不必然比MS強大，例如地聯的TS-MA2 Moebius。到SEED DESTINY時代才發展出類似宇宙世紀定義的MA。

## Transformable Mobile Weapons 可變機動兵器

### 宇宙世紀 (Universal Century)的可變機動兵器
有一些機動兵器能夠在兩個或以上的型態運作，這類機器被分類為可變機動戰士（TMS，transformable mobile suits）或可變機動裝甲（TMA, transformable mobile armours）。這些機體多數分為機動戰士型態以及機動裝甲型態。TMS包括AMX-003 Gaza-C，MSA-005 Methuss，MSZ-006 Zeta Gundam，MSZ-010 ZZ Gundam，RX-110 Gabthley，以及RX-139 Hambrabi。TMA則有MRX-009 Psyco Gundam，MRX-010 Psyco Gundam Mk-II，NRX-044 Asshimar，NRX-055 Baund Doc，ORX-005 Gaplant，和PMX-000 Messala作為例子。正常來說，TMA被用來形容體積較正常MS為大的可變機動兵器，即使該兵器大部份時間都以MS型態運作。
要注意的是，MSZ-006 Zeta Gundam系列，出自Zeta Project的機體在非人型時，被稱為Wave Rider(WR)型態，而並非MA型態。（此其中有Z II為例外）主因是因為很多TMS實際上並沒有達到MA的性能水平，而只是利用變型來特化某一種性能。WR型態主要就是把噴射器集中到後方，使機動性(加速度)上升。但是此型態卻會令運動性（轉向性能）下降。此種設計有利於利用小型機身就能夠達到高機動性和高運動性的標準，就以Zeta來說，其WR型態就能夠以高機動性來突入敵陣作一擊脫離的強襲/突擊戰術，而MS型態則在加上Wing Binder的多重AMBAC之下，MS型態亦易於有過人的運動性而能夠作出有效的較近距的纏鬥戰。
可變機動兵器在格里普斯戰爭和第一次新吉恩抗爭中被大量使用，但是在此之後就漸漸被忽略。這主要是因為可變機動兵器的製作費用昴貴以及可變機構使得機體的整體結構變得脆弱，從而使得機體的實用性下降。只有Axis的新吉翁軍成功量產過最簡單的可變機動兵器設計加沙系列。不過，在UC0096时期的机动战士敢达UC中，又出现一定数量的RGZ-95 里歇尔系列和RAS-96 安克夏。且在外傳故事中，UC0099時期，聯邦軍亦有特別設立可變機動戰士部隊Z-Plus隊以作為高機動應變部隊/高速反應突擊部隊。

### 在其他世界的可變機動戰士
当UC纪元0080年代晚期的概念普遍被接受的时候，在其它的高达时间线中也出现了一些可变式机动战士，如After Colony的XXXG-00W0 Wing Gundam Zero，XXXG-01W Wing Gundam，OZ-12SMS Taurus，和OZ-13MS Gundam Epyon，After War的GW-9800 Gundam Airmaster和NRX-0015 Gundam Ashtaron，还有Correct Century的FLAT-L06D FLAT，

### 宇宙纪元（Cosmic Era）的可變機動兵器
独立于宇宙世纪（UC纪元）之外，可变式机动战士在宇宙纪元（简称CE纪元）普遍存在，例子包括GAT-X303 Aegis，GAT-X370 Raider Gundam， MVF-M11C Murasame，ZGMF-X24S Chaos， ZGMF-X31S Abyss，ZGMF-Y21S Prototype Saviour，ZGMF-X23S Saviour和ZGMF-X88S Gaia。再加上在CE纪元中描写的唯一的可变式机动堡垒（MA）——GFAS-X1 Destroy。

### 西元（Anno Domini）的可變機動兵器
西元的可變機動兵器有GN-003 主天使GUNDAM（Kyrios Gundam）、GN-007 墮天使GUNDAM（Arios Gundam）、GNR-101A GN弓兵戰機（GN Archer）、SVMS-01 聯合旗幟式（Union Flag）、SVMS-01O 超限旗幟式（Over Flag）和AEU-09 AEU制定式（AEU Enact）等。